# Васильев, Егор Яковлевич
Егор Яковлевич Васильев (1815 или 1816, Санкт-Петербург — 28 мая [9 июня] 1861, Москва) — русский живописец и педагог, сын портретиста Якова Васильева.

## Биография
Родился в Санкт-Петербурге, по одним сведениям 15 (27) сентября 1815 года, по другим — 28 декабря 1816 (9 января 1817) года.
В 1824 году был принят в Императорскую Академию художеств, учился у А. И. Иванова. В 1833 и 1836 годах получил вторые серебряные медали, а в 1836 году также и золотую медаль за программу «Ной, учреждающий построение ковчега», был выпущен с аттестатом на звание классного художника.
Женился 4 февраля 1849 года на дочери надворного советника Софье Яковлевне Гиновской.
Работал как церковный декоратор при оформлении церквей Москвы, Петербурга, Симбирска и Двинска, но наибольшую известность получил как преподаватель в Московском училище живописи, ваяния и зодчества, где работал с 1849 года. Среди его учеников — В. Г. Перов, И. М. Прянишников, В. В. Пукирев. В 1855 году за педагогическую деятельность получил звание академика.
Умер 28 мая (9 июня) 1861 года в Москве. Похоронен на Ваганьковском кладбище.